# Kyrian Nwoko
Kyrian Nwoko (ur. 4 lipca 1997) – maltański piłkarz nigeryjskiego pochodzenia grający na pozycji napastnika w St. Lucia FC.

## Kariera klubowa
Treningi piłkarskie rozpoczął w wieku 5 lat w Sirens FC, a w wieku 9 lat trafił do Luxol FC. W 2014 został włączony do pierwszej drużyny tego klubu. W czerwcu 2017 podpisał pięcioletni kontrakt z Valletta FC. Zadebiutował w tym klubie 30 czerwca 2017 w wygranym 2:0 meczu 1. rundy eliminacji do Ligi Europy z SS Folgore/Falciano. W lipcu 2021 został wypożyczony do końca sezonu do irlandzkiego St. Patrick’s Athletic. W marcu 2022 zakończył karierę, jednak w sierpniu tegoż roku trafił do Floriana FC. W styczniu 2023 został wypożyczony do St. Lucia FC.

## Kariera reprezentacyjna
Młodzieżowy reprezentant Malty w kadrach od U-17 do U-21. W dorosłej reprezentacji zadebiutował 12 listopada 2017 w przegranym 0:3 meczu z Estonią. Pierwszego gola w kadrze strzelił 23 marca 2019 w wygranym 2:1 meczu z Wyspami Owczymi.

## Życie prywatne
Jest synem Chucksa, byłego reprezentanta Malty.